# ソラーニャ (パルマ県)
ソラーニャ（伊: Soragna）は、イタリア共和国エミリア＝ロマーニャ州パルマ県にある、人口約4,700人の基礎自治体（コムーネ）。

## 地理

### 位置・広がり

#### 隣接コムーネ
隣接するコムーネは以下の通り。
- ブッセート
- フィデンツァ
- フォンタネッラート
- ポレージネ・ジベッロ
- ロッカビアンカ
- サン・セコンド・パルメンセ

### 気候分類・地震分類
ソラーニャにおけるイタリアの気候分類 (it) および度日は、zona E, 2517 GGである。
また、イタリアの地震リスク階級 (it) では、zona 3 (sismicità bassa) に分類される。

## 行政

### 分離集落
ソラーニャには、以下の分離集落（フラツィオーネ）がある。
- Carzeto, Castellina, Diolo